# Mariä Himmelfahrt (Osterhofen)

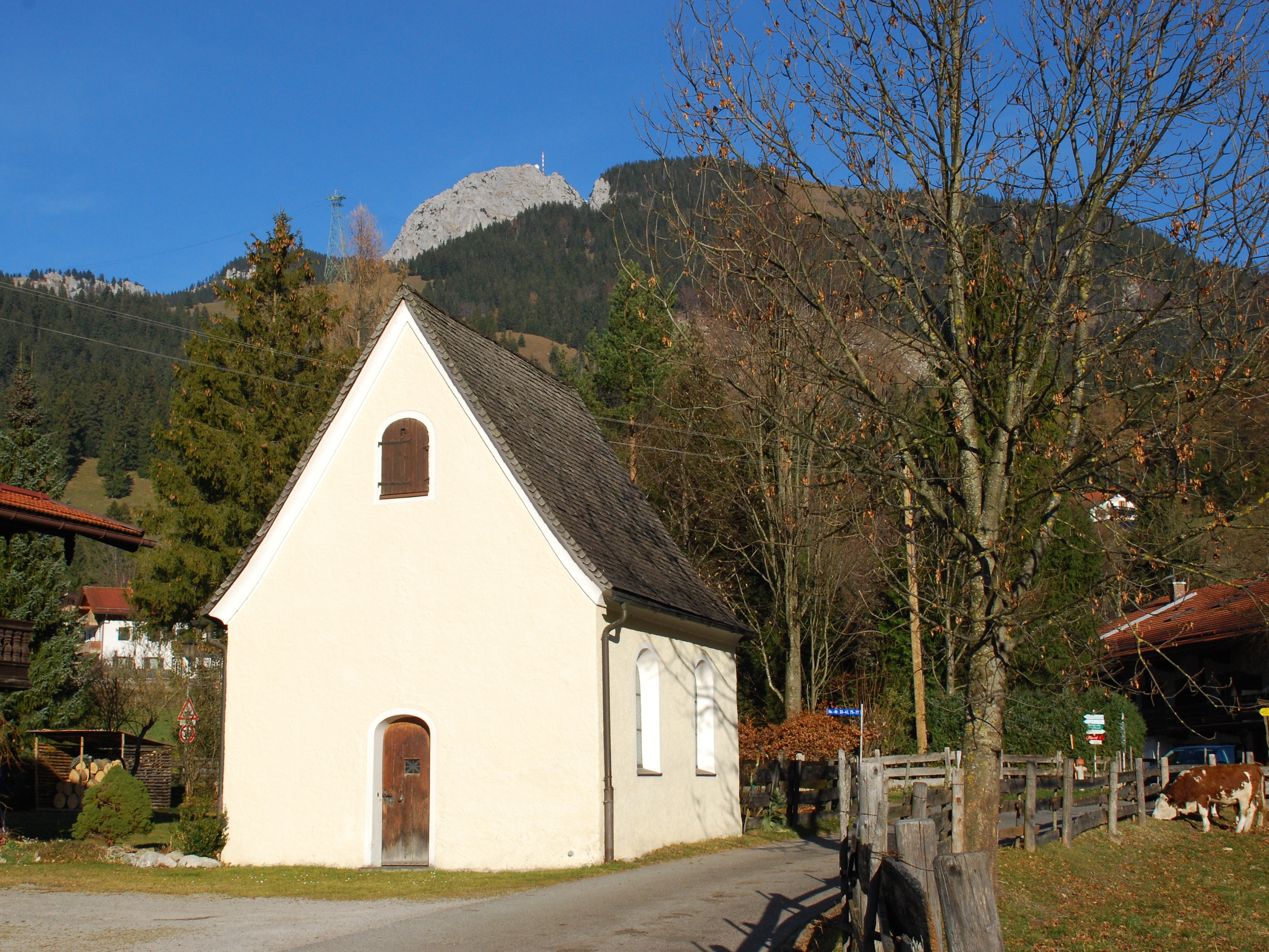
Mariä Himmelfahrt in Osterhofen

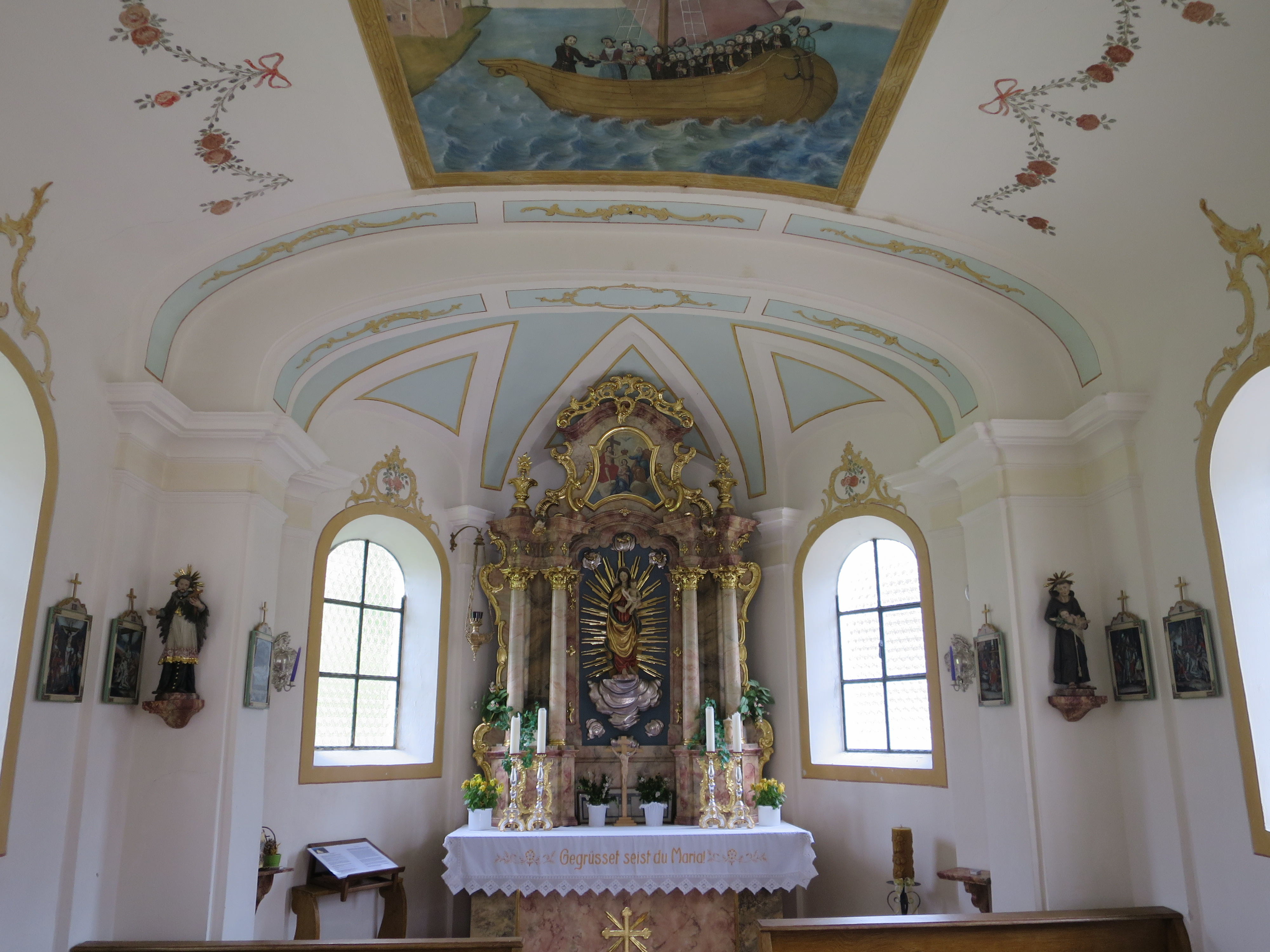
Altarraum

Die römisch-katholische Kapelle Mariä Himmelfahrt steht in Osterhofen, einem Gemeindeteil von Bayrischzell im oberbayerischen Landkreis Miesbach. Sie ist in der Liste der Baudenkmäler in Bayrischzell als Baudenkmal unter der Nr. D-1-82-112-26 eingetragen. Die Kirche gehört zum Erzbistum München und Freising.

## Beschreibung
Der 1798 gebaute, mit Schindeln gedeckte Saalbau besteht aus dem Langhaus und dem eingezogenen, dreiseitig geschlossenen Chor im Nordwesten. Das Marienbildnis im Retabel des Altars wurde erneuert. Im Gemälde des Altarauszugs ist die Krönung Mariens dargestellt. Am Chorbogen steht links eine Figur des heiligen Johannes Nepomuk und rechts des heiligen Antonius von Padua aus dem 18. Jahrhundert. Eine weitere Statue aus dieser Zeit ist zwischen den Kreuzwegbildern Christus in der Rast (Mt 27,29 ). Dargestellt ist Jesus auf einem Stein hockend, mit Dornenkrone und Schilfrohrzweig, bevor er das Kreuz tragen muss. Die Malerei im korbbogenartigen Gewölbe zeigt das Sichelwunder der heiligen Notburga von Rattenberg und die Gemeinde bei der Kirchengründung, sinnbildlich im „Schiff der Kirche“. Im rückwärtigen Teil der Kapelle hängen zwei Ölgemälde mit den Wetterheiligen oder „Wetterherren“ Johannes und Paulus.